# Jean de Charpentier
Pour les articles homonymes, voir Charpentier (homonymie).
Jean de Charpentier ou Johann von Charpentier, né le 8 décembre 1786 à Freiberg (Saint-Empire romain germanique) et mort 12 septembre 1855 à Bex (Suisse), est un géologue germano-suisse spécialiste des glaciers.

## Biographie
En dépit de son nom à consonance française dû à des ancêtres normands émigrés en Allemagne, Jean de Charpentier est originaire de Saxe. Fils de Johann Friedrich Wilhelm Toussaint von Charpentier, ingénieur en chef responsable des mines en Saxe, Jean de Charpentier étudie, comme précédemment son frère Toussaint, le génie minier à Freiberg, puis se rend en France dans les Pyrénées. Il en étudie la géologie durant quatre ans, ayant pour projet l’exploitation de mines de cuivre. Ultérieurement, une synthèse de ces travaux lui vaut en 1822 un prix de statistique décerné par l’Académie de France.

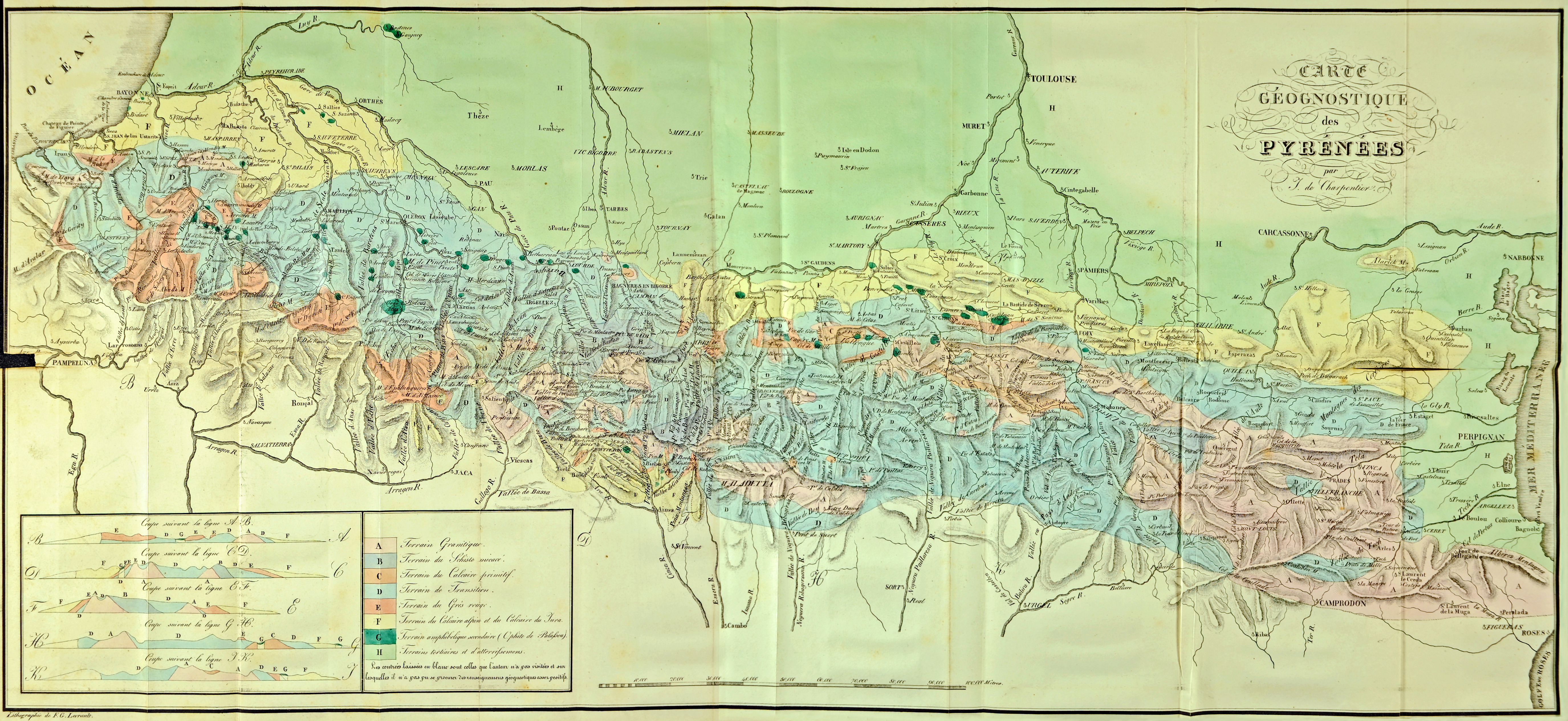
Carte Géognostique des Pyrénées, par J. de Charpentier

En 1812, on le trouve à Paris, où il donne des cours de chimie et de sciences naturelles, et l’année suivante, il visite l’Auvergne et le Vivarais. C'est alors que, par l’intermédiaire d’un ami d’études, le géologue Charles Lardy, il est appelé en Suisse, dans le canton de Vaud, pour diriger la saline de Bex, dont l’exploitation était alors peu rentable. De Charpentier accepte le défi et parvient à augmenter notablement la production. Au lieu de continuer, comme précédemment, à creuser pour suivre les filets d’eau salée, il parvient à mieux localiser les couches géologiques salifères, et donc à organiser une exploitation bien plus efficace. Le Grand Conseil vaudois lui accorde la citoyenneté le 20 mai 1820. En témoignage de gratitude, l’État de Vaud lui fait construire en 1825-1827 une villa aux Dévens, à Bex, selon les plans de l’ingénieur cantonal Adrien Pichard. Un monument en son souvenir est inauguré dans la ville de Bex le 19 juin 1920. Il participa à l'isolement et la captation de la source thermale qui permit le développement de Lavey-les-Bains.
Jean de Charpentier s’intéresse aux sciences naturelles de manière très large. Dès 1814, ses investigation géologiques, avec Charles Lardy, permettent de rajeunir les estimations sur la formation des Alpes. En outre, il rassemble un herbier considérable de 26 000 espèces, qui fait de lui l’un des meilleurs botanistes helvétiques de son temps. Toutefois l’étude des coquillages constitue sa plus grande passion. Son catalogue des mollusques terrestres et fluviatiles énumère 3707 espèces en 37570 exemplaires.

### Glaciologie
Le nom de Charpentier est attaché tout particulièrement à la théorie des glaciers et des blocs erratiques. En 1840, dans une lettre au géologue Bernhard Studer, il se souvient qu’en juillet 1815, lors d’une excursion en Valais, au Val de Bagnes, un paysan de Lourtier, Jean-Pierre Perraudin, lui a affirmé qu’anciennement un glacier remplissait toute la vallée, descendait jusqu’à Martigny où il aurait déposé d’énormes blocs de granit. Cette thèse, expliquant l’origine des blocs erratiques semblait alors assez répandue dans les populations montagnardes, mais l’idée semble alors encore inacceptable à la plupart des savants, qui pensent que d'anciennes inondations seraient responsables du déplacement de ces roches. La même année, de Charpentier se voit à nouveau confronté à ces questions de glaciologie à l’occasion de la fondation de l’Académie suisse des sciences naturelles (ASSN), séance à laquelle Henri-Albert Gosse tient une conférence sur ce sujet. Et en 1816, c'est de Charpentier lui-même qui expose à l’ASSN les thèses similaires d’Ignace Venetz sur le transport de matériaux lourds par les glaciers, parrainant ainsi l’entrée de Venetz dans cette société. En effet, en se fondant sur l’examen des moraines et des blocs erratiques éparpillés sur tout le territoire, ce dernier émet l'hypothèse que les glaciers ont pu être bien plus étendus qu'ils ne le sont à son époque.
En 1818, après la rupture catastrophique d'un barrage de glace au glacier du Giétro, accident qui provoque plusieurs dizaines de morts, l’ingénieur cantonal Ignace Venetz, chargé de l’enquête, demande l’expertise de Jean de Charpentier. Venetz est convaincu de l’écoulement lent des glaciers et de leur extension considérable aux temps géologiques, thèse qu’il expose encore en 1829 à l’ASSN. Mais cette théorie rencontre toujours un grand scepticisme auprès des savants contemporains, y compris de Charpentier. Ce dernier reprend donc toute la question afin de convaincre Venetz de son erreur, mais il parvient finalement au résultat contraire et se persuade de la justesse des vues de Venetz. Il diffuse cette nouvelle conviction par une conférence sur ce même sujet en 1834, toujours à l’ASSN. Bientôt, de Charpentier rencontre Louis Agassiz, auquel il communique ses vues nouvellement acquises. Agassiz les reprend à son compte et la publication, par ce dernier, des Études sur les glaciers en 1840, précède de peu l'Essai sur les glaciers, de Charpentier, paru en 1841. Ce dernier se voit par conséquent privé, avec Venetz, de la primauté de sa théorie glaciaire.
Franc-maçon, de Charpentier est membre de la loge La Réunion de Bex, appartenant au Grand Orient National Helvétique Romand.